# 伊维察·德拉古蒂诺维奇
伊维察·德拉古蒂诺维奇（羅馬化：Ivica Dragutinović，1975年11月13日—）是一名塞爾維亞足球運動員，擔任後衛。他曾參加2006年國際足協世界盃。
在西維爾，他的球衣並非印上姓氏「德拉古蒂诺维奇」，而是Drago。

## 榮譽

### 西維爾
- 歐洲足協盃：2006年、2007年
- 歐洲超級盃：2006年
- 西班牙國王盃：2007年
- 西班牙超級盃：2007年

## 外部連結
- 塞爾維亞國家隊 達古天奴域檔案 （页面存档备份，存于）
- 達古天奴域檔案及數據